# Laukó Albert
Laukó Albert (Nagykáta, 1851. augusztus 28. – 1905 után?) főreáliskolai tanár.

## Élete
Atyja, Laukó János iparos volt, édesanyja Stadler Johanna. Taníttatását a váci püspök Peitler Antal József jótékonyságának köszönhette, ki előbb saját költségén neveltette, utóbb ösztöndíjjal tette lehetővé pályája befejezését; így történt, hogy 12 élő testvér közül egyedül ő lépett a tudományos pályára. Miután tanári vizsgát tett, 1876. szeptember 1-től 1887. szeptember 1-ig, a székelyudvarhelyi, később az aradi állami főreáliskolánál volt rendes tanár. 1901-ben került az erzsébetvárosi állami főgimnáziumhoz, ahol 1905-ben mint igazgató helytörténeti kutatásokat végzett.

## Írásai
Cikkei a Külföldben (1878-79. könyvism.) a székely-udvarhelyi állami főreáliskola Értesítőjében (1881. A földrajz tanítása és a földrajzi terminusok, 1884. Adatok a földrajztanítás módszeréhez, 1887. A geographiai nevek helyesírásáról), a Magyar Tanügyben (1882-83. könyvism. Földrajz a reáliskolában, 1883-84. Földrajz a reáliskola felsőbb osztályaiban, 1885-1886. A nyelvek tanításáról, A kínai birodalom ismertetése), az Országos Középiskolai Tanáregylet Közlönyében (1885-től Lacombe, Le patriotisme ford., 1888. A középiskolai könyvtárak decentralisatiójáról, 1890-91. Az ifjusági könyvtárakról), a Néptanítók Lapjában (1886. A földrajz tanításáról a népiskolában), a Földrajzi Közleményekben (1887. kisebb közlések, 1888-89. India történeti földrajza, Udvarhely város leírása, Földrajzi elnevezések jelentése s kisebb közlések, 1890. A legelső magyar geographus), a Nemzeti Nőnevelésben (1889. Földrajz és nőképzés), az aradi állami főreáliskola Értesítőjében (1895. A magyar királyság a XIII. században), a Kölcsey-egyesület Évkönyvében (1887., 1889. Képek Erdély megszállásából), írt még a Magyar Nyelvőrbe, az Aradi Közlönybe (1892. 252. szám), Alföldbe (1895. 182. sz.) és az Alföldi Ujságba.

## Munkái
- Az osztrák-magyar monarchia politikai földrajza és Európa államainak ismertetése. A reáliskola IV. osztálya számára. Bpest, 1885.
- A székely-udvarhelyi kir. állami főreáliskola tanári könyvtárának jegyzéke. Székely-Udvarhely, 1885.
- Egyetemes földrajz a reáliskolák I. és II. osztálya számára. Bpest, 1887.
- Rambaud A., Oroszország története. Eredetétől kezdve 1884., ford. Uo. 1890. Két kötet. (A m. tudom. akadémia könyvkiadó vállalata).
- Tozer, Ó-kori földrajz, ford. Uo. 1890. (Történeti Kézikönyvek Tára XV.)

Kuttner következő műveit írta újra:
- Első oktatás a történelemben. Uo. 1888.
- Első oktatás a földrajzban. Uo. 1888.
- Kis általános földrajz. Uo. 1890.
- Világtörténelem a polgári és felsőbb leányiskolák számára. Uo. 1893. és 1898.
- Egyetemes történelem a felsőbb kereskedelmi iskolák és akadémiák részére. Uo. 1894. (2. kiadás. Uo. 1897.)
- Magyarország történeti földrajza. Segédkönyv a középiskolák VIII. osztályában a magyar történelem tanításához. Uo. 1899.
- Térképek: Az 1848-49. magyarországi hadjárat graphicus ábrázolása (1892. eredetije az aradi ereklye-múzeumban, másolata a Gracza György, Szabadságharcz története cz. műben); Magyarország történeti térképe a XIII. században (a Szilágyi Sándor által szerk. Magyar történelem II. kötetében).